# Jacobello del Fiore

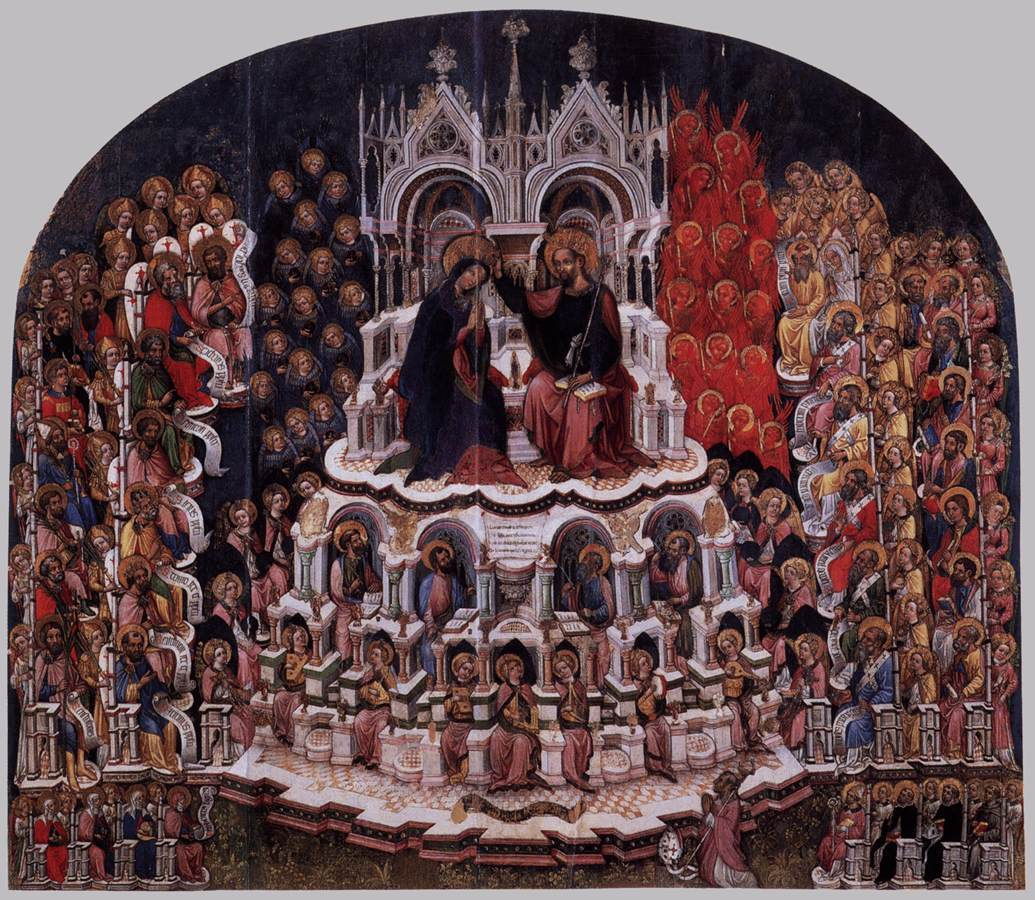
Coronación de la Virgen

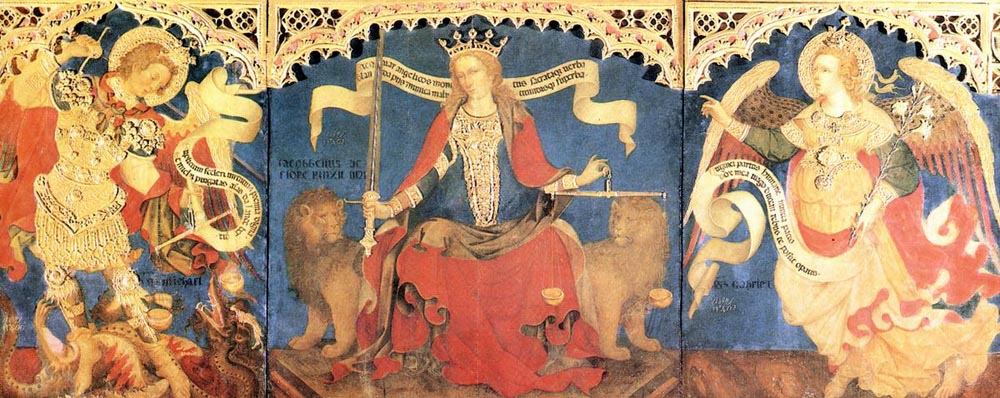
La Justicia entre los arcángeles Miguel y Gabriel

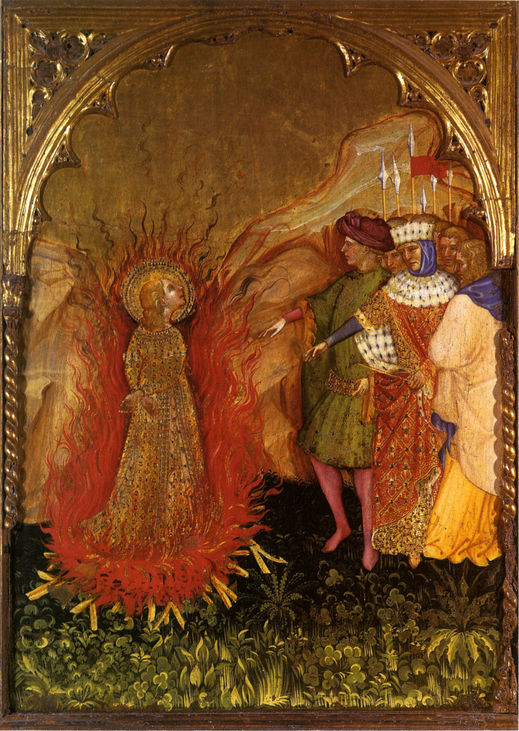
Santa Lucía en la hoguera

Jacobello del Fiore (Venecia, c. 1370-Venecia, 1439), fue un pintor italiano de estilo gótico.

## Biografía
Hijo del también pintor Francesco del Fiore, en cuyo taller se formó. Junto a Niccolò di Pietro y Zanino di Pietro, fue uno de los más importantes pintores venecianos del primer tercio del siglo XV. Su estilo marca una transición desde la pintura veneciana medieval, fiel a la línea marcada por Paolo Veneziano y sus seguidores, todavía muy anclada en la herencia bizantina, y una manera de pintar más cercana al gótico internacional, más compleja y con gusto por los efectos decorativos. Fue un artista con un gran talento narrativo, que influyó en artistas más jóvenes como Michele Giambono.

## Obras destacadas
- La Beata Michelina entre los santos Jerónimo, Santiago el Mayor, Pedro, Pablo, Antonio Abad y Nicolás de Bari (1410, Museo Civico, Pesaro)
- Historias de la Vida de Santa Lucía (c. 1410, Pinacoteca Civica, Fermo)
  - Santa Lucía ante la tumba de Santa Agüeda
  - Santa Lucía reparte limosna
  - Santa Lucía es denunciada por su prometido ante el juez Pascasio
  - Santa Lucía en la hoguera
  - Santa Lucía es arrastrada al lupanar por los bueyes
  - Santa Lucía es degollada por el verdugo
  - Santa Lucía recibe la Eucaristía tras ser herida
  - Entierro de Santa Lucía
- León de San Marcos (1415, Palazzo Ducale, Sala Grimani, Venecia)
- Virgen de la Misericordia entre San Juan Bautista y San Juan Evangelista (1415-20, Galería de la Academia de Venecia)
- La Justicia entre los arcángeles Miguel y Gabriel (1421, Galería de la Academia de Venecia)
- Virgen con el Niño (c. 1425, Museo Correr, Venecia)
- Virgen con el Niño (Fine Arts Museum, San Francisco)
- Cristo y los apóstoles (c. 1430, Museo Capitolare di Atri)
- Coronación de la Virgen (1438, Galería de la Academia de Venecia)
- Martirio de San Lorenzo con dos donantes dominicos (1439, Rijksmuseum, Ámsterdam)
- Políptico de Teramo (1439, Duomo de Teramo)